# Za-Za
| Recensione | Giudizio |
| ---------- | -------- |
| AllMusic   |          |

Za-Za è il terzo album dei BulletBoys, uscito nel 1993 per l'Etichetta discografica Warner Bros.

## Tracce
1. When Pigs Fly (Bulletboys, Morris, Nieto) 3:59
2. Slow and Easy (Bulletboys) 2:11
3. The Rising (Bulletboys) 2:09
4. Sing a Song (Bulletboys) 3:48
5. Mine (Bulletboys) 4:08
6. 1-800-Goodbye (Bulletboys) 3:26
7. The Show (Bulletboys) 3:02
8. For the Damned (Bulletboys) 4:12
9. Laughing With the Dead (Bulletboys) 3:12
10. Fess (Bulletboys, Morris) 3:05
11. Crossstop (Bulletboys) 3:21

## Formazione
- Marq Torien - voce
- Mick Sweda - chitarra, cori
- Lonnie Vencent - basso, cori
- Jimmy D'Anda - batteria

Altri musicisti
- James Booker - piano (nella traccia 10)[James Booker è morto nel 1983]
- Kim Bullard - tastiere (nella traccia 5)